# Nectarios Triantis
Nectarios Triantis (Sydney, 11 maggio 2003) è un calciatore australiano naturalizzato greco, difensore o centrocampista del Sunderland.

## Biografia
Ha origini greche dal ramo paterno.

## Caratteristiche tecniche
Nato come difensore centrale, all'Hibernian si è stabilito come mediano.

## Carriera

### Club
È cresciuto nelle giovanili di Sydney Olympic, FNSW NTC e Sydney FC. Nel 2020 è passato al Western Sydney dove ha giocato nella seconda squadra per tre stagioni. Nel luglio del 2021 ha firmato il suo primo contratto ed il 23 febbraio 2022 ha debuttato in A-League Men nella partita persa 1-0 contro il Newcastle Jets. A fine stagione ha lasciato il club ed il 26 luglio seguente ha firmato con i C.C. Mariners, con cui ha vinto il campionato al termine della stagione.
L'8 giugno 2023 è stato acquistato dal Sunderland, con cui ha debuttato l'8 agosto in EFL Cup contro il Crewe Alexandra. Utilizzato principalmente nella formazione Under-21, il 1º febbraio 2024 è passato in prestito all'Hibernian fino al termine della stagione. Dopo aver effettuato la preparazione estiva con il Sunderland, il 30 agosto è tornato in prestito al club scozzese.

### Nazionale

#### Australia
Ha giocato con le nazionali giovanili australiane Under-20 ed Under-23.

#### Grecia
Il 13 agosto 2025 decide di rappresentare la Grecia a livello nazionale.

## Statistiche

### Presenze e reti nei club
Statistiche aggiornate al 1° luglio 2025.
| Stagione                    | Squadra                     | Campionato                  | Campionato | Campionato | Coppe nazionali | Coppe nazionali | Coppe nazionali | Coppe continentali | Coppe continentali | Coppe continentali | Altre coppe | Altre coppe | Altre coppe | Totale | Totale | Totale |
| Stagione                    | Squadra                     | Comp                        | Pres       | Reti       | Comp            | Pres            | Reti            | Comp               | Pres               | Reti               | Comp        | Pres        | Reti        | Pres   | Reti   |        |
| --------------------------- | --------------------------- | --------------------------- | ---------- | ---------- | --------------- | --------------- | --------------- | ------------------ | ------------------ | ------------------ | ----------- | ----------- | ----------- | ------ | ------ | ------ |
| 2020                        | Western Sydney Youth        | NPL                         | 2          | 0          | -               | -               | -               | -                  | -                  | -                  | -           | -           | -           | 2      | 0      |        |
| 2021                        | Western Sydney Youth        | NPL                         | 15         | 1          | -               | -               | -               | -                  | -                  | -                  | -           | -           | -           | 15     | 1      |        |
| 2022                        | Western Sydney Youth        | NPL2                        | 13         | 4          | -               | -               | -               | -                  | -                  | -                  | -           | -           | -           | 13     | 4      |        |
| Totale Western Sydney Youth | Totale Western Sydney Youth | Totale Western Sydney Youth | 30         | 5          |                 | -               | -               |                    | -                  | -                  |             | -           | -           | 30     | 5      |        |
| 2021-2022                   | Western Sydney              | AL                          | 1          | 0          | CA              | 0               | 0               | -                  | -                  | -                  | -           | -           | -           | 1      | 0      |        |
| 2022-2023                   | C.C. Mariners               | AL                          | 25         | 0          | CA              | 1               | 0               | -                  | -                  | -                  | -           | -           | -           | 26     | 0      |        |
| 2023-gen. 2024              | Sunderland                  | FLC                         | 2          | 0          | FACup+CdL       | 0+1             | 0               | -                  | -                  | -                  | -           | -           | -           | 3      | 0      |        |
| gen.-giu. 2024              | Hibernian                   | SP                          | 12         | 0          | CS+CdL          | 2+0             | 0               | -                  | -                  | -                  | -           | -           | -           | 14     | 0      |        |
| ago. 2024                   | Sunderland                  | FLC                         | 1          | 0          | FACup+CdL       | 0+1             | 0               | -                  | -                  | -                  | -           | -           | -           | 2      | 0      |        |
| 2024-2025                   | Hibernian                   | SP                          | 34         | 3          | CS+CdL          | 2+0             | 0               | -                  | -                  | -                  | -           | -           | -           | 36     | 3      |        |
| 2025-2026                   | Sunderland                  | PL                          | -          | -          | FACup+CdL       | -               | -               | -                  | -                  | -                  | -           | -           | -           | -      | -      |        |
| Totale carriera             | Totale carriera             | Totale carriera             | 105        | 8          |                 | 7               | 0               |                    | -                  | -                  |             | -           | -           | 112    | 8      |        |

## Palmarès

### Club

#### Competizioni nazionali
- Campionato australiano: 1

Central Coast Mariners: 2022-2023